# 溝墘
溝墘，是臺灣彰化縣鹿港鎮的一個地名，位於該鎮東部。就行政區而言，範圍大致包括溝墘里不含西北角、東崎里東北端，以及秀水鄉義興村北部中段一小部分。

## 歷史
台灣清治末期至日治初期，溝墘地區為一街庄，稱為「溝墘庄」，隸屬於馬芝堡。該庄北與頂番婆庄、蕃雅溝庄為鄰，東與馬興庄為鄰，南邊為馬鳴山庄、打鐵厝庄，西邊為廖厝庄。
1901年（日治明治三十四年）11月，該庄隸屬於彰化廳。1909年（明治四十二年）10月，改隸屬於臺中廳。1920年（大正九年），該庄改制為「溝墘」大字，隸屬於臺中州彰化郡鹿港街。
戰後鹿港街改制為鹿港鎮，隸屬於彰化縣，大字亦改制為里。

## 交通
縣道135號（鹿和路三段）是和美至溪湖的道路，大致以東北—西南走向經過溝墘地區西北端，往東北可前往頂番婆、和美，往西南可前往鹿港市區、埔鹽、溪湖。

## 學校
- 東興國小